# Championnat d'Espagne masculin de handball 2008-2009
Navigation
Liga ASOBAL 2007-2008 Liga ASOBAL 2009-2010
La saison 2008-2009 de la Liga ASOBAL est la 49e édition de la première division espagnole de handball, au cours de laquelle le BM Ciudad Real défend son titre.
Le BM Ciudad Real remporte son 4e titre dans la compétition et devance le FC Barcelone de 4 points.

## Classement final
|    | Équipe               | Pts | J  | G  | N | P  | Bp   | Bc  | Diff |
| -- | -------------------- | --- | -- | -- | - | -- | ---- | --- | ---- |
| 1  | BM Ciudad Real (T)   | 56  | 30 | 28 | 0 | 2  | 1010 | 764 | 246  |
| 2  | FC Barcelone (R, S)  | 52  | 30 | 26 | 0 | 4  | 963  | 777 | 186  |
| 3  | BM Valladolid        | 46  | 30 | 22 | 2 | 6  | 948  | 863 | 85   |
| 4  | Portland San Antonio | 44  | 30 | 21 | 2 | 7  | 904  | 859 | 45   |
| 5  | CB Ademar León (A)   | 42  | 30 | 20 | 2 | 8  | 904  | 824 | 80   |
| 6  | BM Granollers        | 34  | 30 | 16 | 2 | 12 | 910  | 853 | 57   |
| 7  | Naturhouse La Rioja  | 30  | 30 | 11 | 8 | 11 | 865  | 889 | -24  |
| 8  | BM Aragón            | 27  | 30 | 11 | 5 | 14 | 875  | 882 | -7   |
| 9  | SD Octavio           | 26  | 30 | 12 | 2 | 16 | 866  | 900 | -34  |
| 10 | BM Antequera         | 26  | 30 | 10 | 6 | 14 | 803  | 823 | -20  |
| 11 | JD Arrate            | 21  | 30 | 8  | 5 | 17 | 808  | 849 | -41  |
| 12 | CBM Torrevieja       | 21  | 30 | 8  | 5 | 17 | 841  | 885 | -44  |
| 13 | BM Cuenca            | 20  | 30 | 8  | 4 | 18 | 849  | 941 | -92  |
| 14 | BM Alcobendas        | 15  | 30 | 7  | 1 | 22 | 788  | 867 | -79  |
| 15 | SD Teucro            | 15  | 30 | 6  | 3 | 21 | 813  | 933 | -120 |
| 16 | BM Ciudad de Alméria | 5   | 30 | 2  | 1 | 27 | 728  | 966 | -238 |

|     | Qualification pour la Ligue des champions |
|     | Qualification pour la coupe des Coupes    |
|     | Qualification pour la coupe de l'EHF      |
|     | Relégation en Division 2                  |
| (T) | Tenant du titre                           |
| (R) | Vainqueur de la Coupe du Roi              |
| (A) | Vainqueur de la Coupe ASOBAL              |
| (S) | Vainqueur de la Supercoupe d'Espagne      |
| (P) | Promu de Division 2 en début de saison    |

### Meilleurs joueurs
Il a été élu par les entraineurs la Liga ASOBAL :
| Poste           | Joueur            | Équipe         |
| --------------- | ----------------- | -------------- |
| Meilleur joueur | Daniel Sarmiento  | CB Ademar León |
| Gardien de but  | Arpad Šterbik     | BM Ciudad Real |
| Ailier gauche   | Juanín García     | FC Barcelone   |
| Arrière gauche  | Jérôme Fernandez  | BM Ciudad Real |
| Pivot           | Héctor Castresana | Ademar León    |
| Demi-centre     | Daniel Sarmiento  | Ademar León    |
| Arrière droit   | Ólafur Stefánsson | BM Ciudad Real |
| Ailier droit    | Luc Abalo         | BM Ciudad Real |
| Défenseur       | Didier Dinart     | BM Ciudad Real |
| Entraîneur      | Talant Dujshebaev | BM Ciudad Real |

### Meilleurs buteurs
| Rang | Joueur               | Équipe | Buts                |
| ---- | -------------------- | ------ | ------------------- |
| 1    | Marko Curuvija       | 205    | SD Teucro           |
| 2    | Håvard Tvedten       | 182    | BM Valladolid       |
| 3    | Nikola Prce          | 180    | SD Octavio          |
| 4    | Martin Straňovský    | 170    | Reale Ademar León   |
| 5    | Vukasin Stojanović   | 159    | Naturhouse La Rioja |
| 6    | Joan Cañellas        | 153    | BM Granollers       |
| 7    | Dobrivoje Marković   | 151    | BM Cuenca           |
| 8    | Zikica Milosavljević | 144    | BM Valladolid       |
| 9    | Dawid Nilsson        | 144    | BM Cuenca           |
| 10   | Aleksandar Svitlica  | 140    | BM Granollers       |